# 夜のプラットホーム

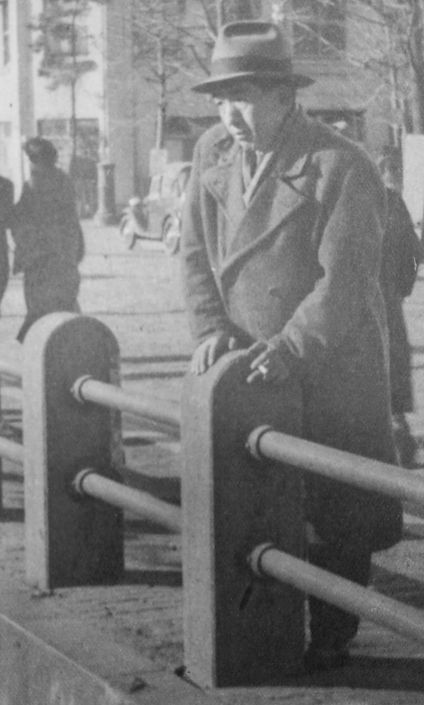
奥野椰子夫（1949年）

『夜のプラットホーム』（よるのプラットホーム）は、奥野椰子夫作詞、服部良一作曲の歌謡曲。1947年（昭和22年）に二葉あき子が歌って大ヒットし、彼女の代表的なヒット曲の1つに挙げられる歌であるが、もともとは淡谷のり子が吹き込んだものであった。

## 解説

### 発禁処分に
当初は1939年（昭和14年）公開の映画『東京の女性』（主演：原節子）の挿入歌として淡谷が吹き込んだ。出征する兵士を見送る新妻の姿を歌ったものであったが、悲しげに見送る場面を連想させる歌詞があるとして、戦時下の時代情勢にそぐわないと検閲に引っかかり、同年にレコード化が禁止された。戦後の1947年（昭和22年）、出征して帰らぬ夫を待つ女性の歌として大ヒットした。

### 偽りの洋盤
その2年後の1941年（昭和16年）、「I'll Be Waiting」（「待ち侘びて」）というタイトルの洋盤が発売された。作曲と編曲はR.Hatter（レオ・ハッター、＝服部良一）という名前の人物が手がけ、作詞を手がけたVic Maxwell（ヴィック・マックスウェル）が歌ったのだが、この曲は『夜のプラットホーム』の英訳版であった。そして、レオ・ハッターとは服部良一が自身の名をもじって作った変名で、ヴィック・マックスウェルとは当時の日本コロムビアの社長秘書をしていた、ドイツ系のハーフの男性の変名であった。この曲はヒットし、戦後もプレスされていった。当時を代表するアルゼンチン・タンゴの楽団ミゲル・カロー楽団によってレコーディングされた。
その後、1946年（昭和21年）7月9日、二葉あき子が日劇の舞台衣裳の儘一発で吹き込んだ。時間にして12分弱であったという。二葉ヴァージョンは大ヒットした。
二葉盤の1968年時点での累計売上は21万枚。